# دانيال كاربونيل
دانيال كاربونيل هو لاعب كرة قاعدة كوبي، ولد في 29 مارس 1991 في كاماغواي في كوبا.

## وصلات خارجية
- دانيال كاربونيل على موقع دوري كرة القاعدة الرئيسي (الإنجليزية)
- دانيال كاربونيل على موقعبيزبول رفرنس.كوم (الدوري الثانوي) (الإنجليزية)
- دانيال كاربونيل على موقع إي إس بي إن.كوم (أم.أل.بي) (الإنجليزية)
- دانيال كاربونيل على موقع مشجعي الرسوم البيانية (الإنجليزية)